# Artur-Axel Wandtke
Artur-Axel Wandtke (* 26. März 1943 in Lauenburg in Pommern) ist ein deutscher Rechtswissenschaftler.

## Leben
Er studierte von 1967 bis 1971 an der Juristischen Fakultät der Humboldt-Universität zu Berlin. Nach der Promotion 1974 zum Dr. jur.: „Arbeitsrechtliche Streitigkeiten und Schlussfolgerungen für die Betriebe“ wurde er 1978 Justitiar der Komischen Oper Berlin. Nach der Habilitation 1980 zum Dr. sc. „Zur Normsetzung der ILO“ wurde er 1986 Dozent am Institut für Kulturforschung in Berlin. 1988 wurde er ordentlicher Professor der Humboldt-Universität zu Berlin.
Von 1990 bis 1992 war er Prodekan und Vorsitzender der Ausbildungskommission. Seit 1993 lehrt er als ordentlicher Professor für Bürgerliches Recht und Urheberrecht an der Juristischen Fakultät der Humboldt-Universität zu Berlin. Seit 2010 sitzt er im Vorstand der VG Wort.

## Schriften (Auswahl)
- Theater und Recht. Ein Nachschlagewerk für Bühnenkünstler, Intendanten, Verwaltungsdirektoren, Mitarbeiter von Theatern und Juristen. Hamburg 1994, ISBN 3-926763-70-1.
- Fallsammlung zum Urheber- und Medienrecht. Für Studium, Fachanwaltsausbildung und Praxis. München 2015, ISBN 3-406-66810-0.
- Urheberrecht. Berlin 2019, ISBN 3-11-063126-1.
- Praxiskommentar Urheberrecht. UrhG, VGG, InsO, UKlaG, KUG, EVtr, InfoSoc-RL. München 2019, ISBN 3-406-71159-6.